# 窪田勝弘
窪田 勝弘（くぼた かつひろ、1944年9月22日 - ）は日本の大蔵官僚。衆議院法制局次長、衆議院法制局長。血液型はA型。

## 来歴
鹿児島県加世田市（現在の南さつま市）出身（父母も鹿児島県）。東京大学法学部卒業。東大法学部在学中に国家公務員上級甲種試験（法律）に合格。1967年4月 大蔵省入省（主計局総務課）。1970年7月 厚生省大臣官房国立公園部管理課法規係長。1971年7月 厚生省児童家庭局児童手当課企画法令係長。1972年7月 弘前税務署長。1973年3月 関税局輸出課長補佐。1975年7月 大阪国税局総務部総務課長。その後は4年間、銀行局の課長補佐を務める。1983年6月 大臣官房文書課広報室長。その後は徳島県総務部長、国税庁長官官房会計課長、札幌国税局長、国税庁長官官房国税審議官（酒類等担当）を経て、1994年6月に衆議院法制局第二部長。2000年7月 衆議院法制局第一部長。2001年7月 衆議院法制次長。2002年7月23日 衆議院法制局長。2006年6月13日 退官。

## 職歴
- 1967年4月：大蔵省入省（主計局総務課）[3]。
- 1968年8月：名古屋国税局調査査察部。
- 1969年10月：大臣官房調査企画課。
- 1970年7月：厚生省大臣官房国立公園部管理課法規係長[4]。
- 1971年7月：厚生省児童家庭局児童手当課企画法令係長[5]。
- 1972年7月：弘前税務署長。
- 1973年3月：関税局輸出課長補佐（総括）[6]。
- 1975年7月：大阪国税局総務部総務課長。
- 1977年7月：銀行局検査部管理課長補佐。
- 1977年11月：銀行局特別金融課長補佐。
- 1979年7月：銀行局保険部保険第一課長補佐（総括・調査・監理）[7]。
- 1981年7月：福岡国税局直税部長。
- 1983年6月：大臣官房文書課広報室長。
- 1984年7月：徳島県総務部長。
- 1986年6月：理財局地方資金課長。
- 1988年6月：国税庁調査査察部査察課長。
- 1990年6月：国税庁長官官房会計課長。
- 1991年6月：札幌国税局長。
- 1992年6月：国税庁長官官房国税審議官（酒類等担当）。
- 1994年6月：衆議院法制局第二部長。
- 2000年7月：衆議院法制局第一部長。
- 2001年7月：衆議院法制次長。
- 2002年7月23日：衆議院法制局長。
- 2006年6月13日：退官。